# روبرت كلوتورثى
روبرت كلوتورثى (بالإنجليزية: Robert Clotworthy)‏ هو ممثل أمريكي، ولد في 24 أكتوبر 1955 بلوس أنجلوس في الولايات المتحدة.

## أعمال

### أفلام
- (1998) مولان[5][6][7][8]
- (2000) حياة الإمبراطور الجديدة[9][10][11]
- (2010) مدفون[12]
- (2011) الدبور الأخضر[13]
- (2014) قناص أمريكي[14][15]
- (2014)  جندي الشتاء[16][17][18][19][20]

## وصلات خارجية
- روبرت كلوتورثى على موقع IMDb (الإنجليزية)
- روبرت كلوتورثى على موقع ألو سيني (الفرنسية)
- روبرت كلوتورثى على موقع أول موفي (الإنجليزية)
- روبرت كلوتورثى على موقع قاعدة بيانات الأفلام السويدية (السويدية)
- روبرت كلوتورثى على موقع قاعدة بيانات الفيلم (الإنجليزية)
- روبرت كلوتورثى على موقع كينوبويسك (الروسية)